# Kompaktasphalt
Bei Kompaktasphalt handelt es sich um zwei Asphaltschichten, die unmittelbar nacheinander („heiß auf heiß“) mit Hilfe eines Kompaktasphaltfertigers unter hoher Vorverdichtung eingebaut werden. Die abschließende Verdichtung mit Vibrationswalzen erfolgt dann in einem Arbeitsgang. In der Praxis (bis auf Versuchsstrecken) kommt dieses Verfahren noch relativ selten zur Anwendung und wird dazu verwendet die Binder- und Deckschicht ohne zeitliche Unterbrechung einzubauen. Die stabile Verbindung zwischen Binder- und Deckschicht erhöht dadurch die Langlebigkeit der Straße.
Das vom Unternehmen Vögele angebotene Konzept wird abweichend als InLine Pave bezeichnet, da zwei einzelne Fertiger zum Einsatz kommen und der Deckenfertiger auf der vorverdichteten Binderschicht fährt. Der Begriff Kompaktasphalt ist dem Dynapackonzept vorbehalten. Beide Varianten Kompaktasphalt und InLine Pave sind im deutschen Regelwerk  ZTV Asphalt-StB 07 für kompakte Asphaltbefestigungen aufgenommen und offiziell zugelassen.

## Normen und Standards
- Merkblatt für den Bau kompakter Asphaltbefestigungen (M KA)